# Hygrophila odora
Hygrophila odora är en akantusväxtart som först beskrevs av Christian Gottfried Daniel Nees von Esenbeck, och fick sitt nu gällande namn av T. Anders.. Hygrophila odora ingår i släktet Hygrophila och familjen akantusväxter. Inga underarter finns listade i Catalogue of Life.